# شهرستان یان‌شوو
شهرستان یان‌شوو (به چینی: 延寿县) یک شهرستان در استان هئی‌لونگ‌جیانگ چین است که در تابعیت شهر هاربین قرار دارد. شهرستان یان‌شوو ۳٬۰۹۶٫۳ کیلومتر مربع مساحت و ۱۸۲٬۷۲۵ نفر جمعیت دارد.

## تقسیمات اداری
شهرستان یان‌شوو به ۶ شهرک و ۳ قصبه تابعه تقسیم شده است. سه «میدان» هم‌سطح قصبه نیز تابع این شهرستان می‌باشند، مانند نواحی مزرعه.
- شهرک جیاشین (加信镇، Jiāxìn zhèn)
- شهرک ژونگ‌هه (中和镇، Zhōnghé zhèn)
- شهرک لیوتوان (六团镇، Liùtuán zhèn)
- شهرک یان‌شوو (延寿镇، Yánshòu zhèn)
- شهرک یان‌هه (延河镇، Yánhé zhèn)
- شهرک یوهه (玉河镇، Yùhé zhèn)

- قصبه آن‌شان (安山乡، Ānshān xiāng)
- قصبه چینگ‌چوان (青川乡، Qīngchuān xiāng)
- قصبه شووشان (寿山乡، Shòushān xiāng)

- میدان زادآوری دام تای‌پینگ‌چوان (太平川种畜场، Tàipíngchuān zhǒngchùchǎng)
- میدان زراعتی چینگ‌یانگ (庆阳农场، Qìngyáng nóngchǎng)